# NGC 954
NGC 954 (również PGC 9438) – galaktyka spiralna z poprzeczką (SBc), znajdująca się w gwiazdozbiorze Erydanu. Odkrył ją John Herschel 5 września 1834 roku.